# Ryan Holiday
Ryan Holiday est un écrivain et marketeur américain. 
Chroniqueur au New York Observer, il publie des livres et des articles qui traitent essentiellement des médias et du stoïcisme. 
Il a soutenu Joe Biden aux élections 2016 et 2020. 
Ancien directeur du marketing de American Apparel, il est notamment à l'origine de la popularisation du Growth Hacking.

## Publications
- Trust Me, I'm Lying: Confessions of a Media Manipulator, Portfolio Penguin, 2013  (ISBN 9781591846284)
- Growth Hacker Marketing: A Primer on the Future of PR, Marketing and Advertising, Portfolio Penguin, 2014  (ISBN 9781781254363)
- The Obstacle is the Way: The Ancient Art of Turning Adversity to Advantage, Profile Books, 2015  (ISBN 9781781251485)
- Ego is the Enemy: The Fight to Master Our Greatest Opponent, Profile Books, 2016  (ISBN 9781781257012)
- The Daily Stoic: 366 Meditations on Wisdom, Perseverance, and the Art of Living, Portfolio, 2016  (ISBN 9780735211735)
- Perennial Seller: The Art of Making and Marketing Work that Lasts, Portfolio, 2017  (ISBN 9780143109013)
- The Daily Stoic Journal: 366 Days of Writing and Reflection on the Art of Living, Portfolio, 2017  (ISBN 9780525534396)
- Conspiracy: Peter Thiel, Hulk Hogan, Gawker, and the Anatomy of Intrigue, Portfolio, 2018
- Stillness Is the Key, Portfolio. 2019. (ISBN 9780525538585)
- Lives of the Stoics, Portfolio, 2020
- Courage is calling, Portfolio, 2021

### Traductions en français
- L'obstacle est le chemin : De l'art éternel de transformer les épreuves en victoires [« The Obstacle is the Way: The Ancient Art of Turning Adversity to Advantage »], Alisio, 2018, 253 p. (ISBN 979-1092928662)
- L'ego est l'ennemi : Maîtrisez votre plus grand adversaire [« Ego is the Enemy: The Fight to Master Our Greatest Opponent »], Alisio, 2019, 221 p. (ISBN 978-2379350351)
- Le calme est la clé : L'art de la maîtrise de soi, de la discipline et de la concentration [« Stillness Is the Key »], Alisio, 2021, 272 p. (ISBN 978-2379351419)
- Une année avec les stoïciens : 365 enseignements pour déployer son potentiel [« The Daily Stoic »], Alisio, 2021, 384 p. (ISBN 978-2379352492)
- Le choix du courage : 60 enseignements pour cultiver cette vertu qui est en vous [« Courage Is Calling: Fortune Favors the Brave »], Alisio, 2022, 304 p. (ISBN 978-2379353055)